# Авлона (Гърция)
Вижте пояснителната страница за други значения на Авлона.
Авлона (на гръцки: Αυλώνα) е малко село в Гърция на остров Карпатос в областта Южен Егей. Намира се на север от село Олимпос, към чиято община принадлежи административно. Разположено е на височина 230 m в плодородна долина между два планински склона. Тук се отглеждат пшеница и ечемик, които в миналото са били превозвани до мелниците на Олимпос, където са смилани на брашно. Според преброяването от 2011 г. населението му е 6 жители.
За туристите посещаващи остров Карпатос, Авлона влиза в някои от най-интересните и препоръчвани за преходи маршрути. Една от тези обиколки е Авлона - Тристомо - Ванада - Диафани, която е със средна до голяма трудност и с продължителност около 7 часа и половина.